# Eutrichomyias
Eutrichomyias is een monotypisch geslacht van zangvogels uit de familie waaierstaarten (Rhipiduridae). De enige soort:
- Eutrichomyias rowleyi – Rowleys vliegenvanger

## Taxonomie
Dit taxon werd lang beschouwd als een geslacht uit de familie van de monarchidae. Uit DNA-onderzoek, gepubliceerd in 2018 bleek plaatsing in de familie van de waaierstaarten meer voor de hand.